# Montcusel
Montcusel ist eine französische Gemeinde im Département Jura in der Region Bourgogne-Franche-Comté.

## Geographie
Montcusel liegt auf 610 m, etwa elf Kilometer nördlich der Stadt Oyonnax (Luftlinie). Das Dorf erstreckt sich im Jura, in einer Talmulde auf der Höhe zwischen den Tälern von Ain im Westen und Bienne im Osten, nordöstlich des Stausees Lac de Coiselet.
Die Fläche des 9,55 km² großen Gemeindegebiets umfasst einen Abschnitt des französischen Juras. Begrenzt wird das Gebiet im Westen vom Tal des Ain, im Süden und Osten von demjenigen der Bienne. Der Gemeindeboden umfasst jedoch ausschließlich die Höhenrücken von Montcusel und reicht nirgends bis an die Flussläufe hinunter. Die Höhen werden untergliedert durch Mulden und Talsenken. Sie sind überwiegend bewaldet (Bois de Charveron), während die Siedlungen in Rodungsinseln errichtet wurden. Mit 809 m wird auf dem Hügel nördlich des Dorfes die höchste Erhebung von Montcusel erreicht. Gegen Süden fällt der Höhenrücken mit einer Felswand zum Durchbruchstal der Bienne ab. Das Gemeindegebiet ist Teil des Regionalen Naturparks Haut-Jura (frz.: Parc naturel régional du Haut-Jura).
Zu Montcusel gehören neben dem eigentlichen Dorf auch verschiedene Weiler und Einzelhöfe, darunter:
- Nezan (625 m) auf einem Plateau östlich des Ain-Tals
- Grand-Serve (725 m) auf einer Anhöhe östlich des Dorfes, hoch über dem Tal der Bienne

Nachbargemeinden von Montcusel sind Lect und Martigna im Norden, Jeurre im Osten, Lavancia-Epercy im Süden sowie Chancia im Westen.

## Geschichte
Erstmals urkundlich erwähnt wird der Ort im 12. Jahrhundert unter den Namen Mont Cusala und Mons cuselli. Seit dem Mittelalter gehörte Montcusel zum Herrschaftsgebiet der Abtei Saint-Claude. Zusammen mit der Franche-Comté gelangte das Dorf mit dem Frieden von Nimwegen 1678 an Frankreich. Zu einer Gebietsveränderung kam es 1822, als die vorher selbständigen Ortschaften Nezan und Grand-Serve mit Montcusel zusammengelegt wurden.

## Sehenswürdigkeiten

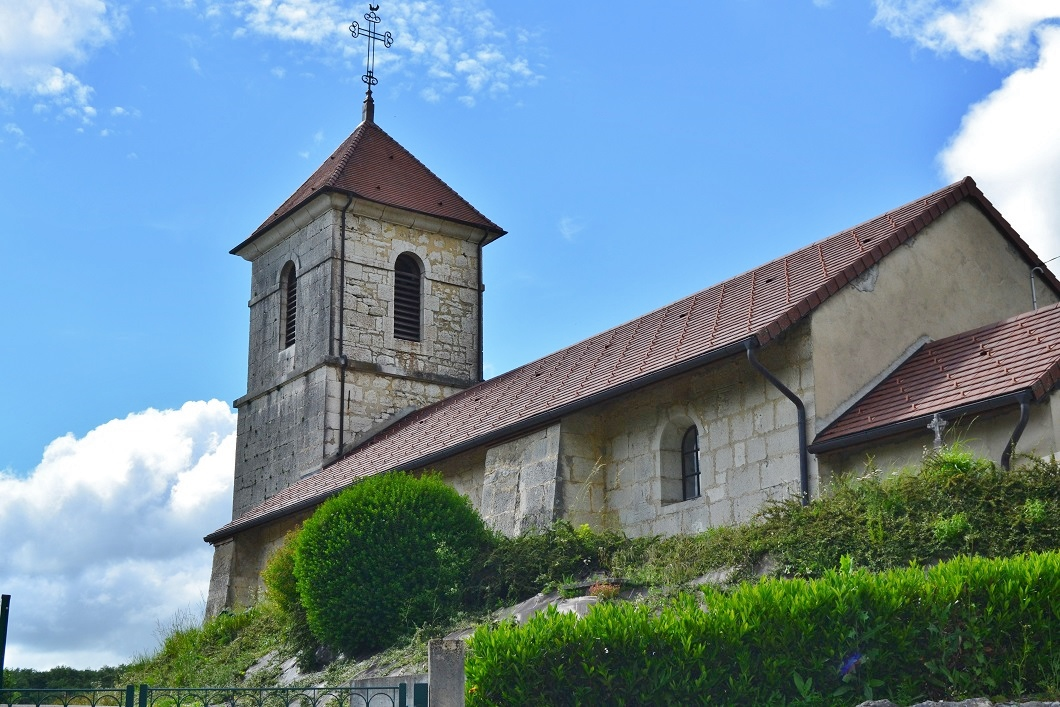
Kirche Saint-Maurice

Die Dorfkirche Saint-Maurice wurde im 15. Jahrhundert an der Stelle einer hochmittelalterlichen Kapelle errichtet und seither mehrfach verändert. Der Glockenturm wurde im 19. Jahrhundert erbaut. In Grand-Serve befindet sich ein traditionelles Backhaus.

## Bevölkerung
| Jahr                       | 1962 | 1968 | 1975 | 1982 | 1990 | 1999 | 2008 | 2018 |
| Einwohner                  | 88   | 88   | 78   | 93   | 144  | 172  | 175  | 149  |
| Quellen: Cassini und INSEE |      |      |      |      |      |      |      |      |

Mit 145 Einwohnern (Stand 1. Januar 2022) gehört Montcusel zu den kleinen Gemeinden des Départements Jura. Nachdem die Einwohnerzahl in der ersten Hälfte des 20. Jahrhunderts markant abgenommen hatte (1886 wurden noch 226 Personen gezählt), wurde seit Beginn der 1980er-Jahre wieder eine deutliche Bevölkerungszunahme verzeichnet.

## Wirtschaft und Infrastruktur
Montcusel war bis weit ins 20. Jahrhundert hinein ein vorwiegend durch die Landwirtschaft sowie durch die Forstwirtschaft geprägtes Dorf. Daneben gibt es heute einige Betriebe des lokalen Kleingewerbes, darunter eine Fabrik, die Gussformen produziert, und eine Drechslerei. Viele Erwerbstätige sind Wegpendler, die in den größeren Ortschaften der Umgebung ihrer Arbeit nachgehen.
Die Ortschaft liegt abseits der größeren Durchgangsstraßen an einer Departementsstraße, die von Chancia nach Martigna führt.